# Djurgårdens IF

Le logo du club.

Djurgårdens Idrottsförening est un club suédois omnisports basé à Stockholm et créé en 1891.

## Sections
- Athlétisme — voir l'article Djurgårdens IF (athlétisme)
- combiné nordique — nombre de champions de Suède sont issus du club.
- Football — voir l'article Djurgårdens IF (football)
- Football féminin — voir l'article Djurgårdens IF Dam
- Hockey sur glace — voir l'article Djurgårdens IF (hockey sur glace)